# Campeonato Brasileiro de Esgrima
Os Campeonatos Brasileiros de Esgrima são realizados anualmente e contam com a participação dos principais esgrimistas do Brasil, nas três modalidades da esgrima: espada, florete e sabre. A edição de 2012 foi a de número 84.

## Espada masculina
| Evento                      | Ouro                        | Prata                       | Bronze                                            |
| --------------------------- | --------------------------- | --------------------------- | ------------------------------------------------- |
| Porto Alegre, 1997          | Roberto Lazzarini (ECP)     | Nilzo Maia (GNU)            | Lucio Goldani (GNU)                               |
| Resende, 1998               | Nilzo Maia (GNU)            | Jarbas Ávila (SOGIPA)       | Lucio Goldani (GNU)                               |
| 1999                        | Luciano Finardi (SOGIPA)    | Marcos Kleinman (CAP)       | Lucio Goldani (GNU)                               |
| 2000                        | Marcos Kleinman (CAP)       | Luciano Finardi (SOGIPA)    | Graciano Amorim (Macabi) Eduardo Fabbro (AABB)    |
| 2001                        | Nilzo Maia (GNU)            | Marcos Kleinman (CAP)       | Jarbas Ávila (SOGIPA) Patrício Runnacles (APPES)  |
| São Paulo, 2002             | Roberto Lazzarini (ECP)     | Marcos Kleinman (CAP)       | Eduardo Fabbro (AABB)                             |
| Porto Alegre, 2003          | Nilzo Maia (GNU)            | Roberto Lazzarini (ECP)     | Athos Schwantes (CMPR) Patrício Runnacles (APPES) |
| Rio de Janeiro, 2004        | Athos Schwantes (CMPR)      | Jacques Cramer (CDE)        | Lucio Goldani (GNU) Carlos Moreira (SME)          |
| 2005                        | Lucio Goldani (GNU)         | Patrício Runnacles (APPES)  | Athos Schwantes (CMPR)                            |
| São Bernardo do Campo, 2006 | Fábio Sousa (GEEN)          | Jacques Cramer (CDE)        | Lucio Goldani (GNU)                               |
| Rio de Janeiro, 2007        | Roberto Lazzarini (ECP)     | Athos Schwantes (CMPR)      | Daniel Santos (CDE)                               |
| Rio de Janeiro, 2008        | Daniel Santos (CDE)         | Gustavo Portellinha (ECP)   | Roberto Lazzarini (ECP)                           |
| São Paulo, 2009             | Athos Schwantes (CMPR)      | Guilherme Melaragno (ECP)   | Richard Grünhäuser (SOGIPA)                       |
| Curitiba, 2010              | Daniel Santos (CDE)         | André Rothfeld (Galois)     | Fabiano Lunardi (SBME)                            |
| Porto Alegre, 2011          | Athos Schwantes (CMPR)      | Ivan Baumgartner (UNICEUB)  | Fabiano Lunardi (SBME)                            |
| Belo Horizonte, 2012        | Richard Grünhäuser (SOGIPA) | Ivan Baumgartner (UNICEUB)  | Ricardo Vargas (CDE)                              |
| 2013                        | Nicolas Ferreira (ECP)      | Athos Schwantes (AMK)       | Richard Grunhauser (SOGIPA)                       |
| 2014                        | Alexandre Camargo (AMK)     | Athos Schwantes (AMK)       | Richard Grunhauser (SOGIPA)                       |
| 2015                        | Nicolas Ferreira (ECP)      | Guilherme Melaragno (ECP)   | Athos Schwantes (AMK)                             |
| 2016                        | Athos Schwantes (AMK)       | Alexandre Camargo (AMK)     | Guilherme Melaragno (ECP)                         |
| 2017                        | Athos Schwantes (AMK)       | Richard Grunhauser (SOGIPA) | Nicolas Ferreira (ECP) Bernardo Schwuchow (ECP)   |

## Florete masculino
| Evento                      | Ouro                    | Prata                   | Bronze                                        |
| --------------------------- | ----------------------- | ----------------------- | --------------------------------------------- |
| Porto Alegre, 1997          | Marcos Cardoso (CAP)    | Rodrigo Pedrosa (ECP)   | Roberto Lazzarini (ECP) Rodrigo Pedrosa (ECP) |
| Resende, 1998               | Marco Martins (ECP)     | Marcos Cardoso (CAP)    | Luciano Castro (GNU)                          |
| 1999                        | Fabio Braga (GNU)       | Rodrigo Pedrosa (ECP)   | Marcos Cardoso (CAP)                          |
| 2000                        | Roberto Lazzarini (ECP) | João Souza (GNU)        | Marcos Cardoso (ECP) Rodrigo Pedrosa (ECP)    |
| 2001                        | Marcos Cardoso (ECP)    | João Souza (GNU)        | Rodrigo Pedrosa (ECP) Heitor Shimbo (ECB)     |
| São Paulo, 2002             | Marcos Cardoso (ECP)    | Rodrigo Pedrosa (ECP)   | Roberto Lazzarini (ECP)                       |
| Porto Alegre, 2003          | João Souza (GNU)        | Marcos Cardoso (ECP)    | Heitor Shimbo (ECB) Ricardo Ferrazzi (GNU)    |
| Rio de Janeiro, 2004        | João Souza (GNU)        | Marcos Cardoso (ECP)    | Rodrigo Pedrosa (ECP) Fernando Scavasin (ECP) |
| 2005                        | Marcos Cardoso (ECP)    | João Souza (GNU)        | Heitor Shimbo (ECP)                           |
| São Bernardo do Campo, 2006 | Fernando Scavasin (ECP) | João Souza (GNU)        | Heitor Shimbo (ECP)                           |
| Rio de Janeiro, 2007        | João Souza (GNU)        | Heitor Shimbo (ECP)     | Fernando Scavasin (ECP)                       |
| Rio de Janeiro, 2008        | Lucas Oliveira (GNU)    | Heitor Shimbo (ECP)     | João Souza (GNU)                              |
| São Paulo, 2009             | Fernando Scavasin (ECP) | João Souza (GNU)        | Heitor Shimbo (ECP)                           |
| Curitiba, 2010              | Heitor Shimbo (ECP)     | Guilherme Toldo (GNU)   | João Souza (GNU)                              |
| Porto Alegre, 2011          | Guilherme Toldo (GNU)   | Fernando Scavasin (ECP) | João Souza (GNU)                              |
| Belo Horizonte, 2012        | Heitor Shimbo (ECP)     | João Souza (GNU)        | Jerônimo Machado (GNU)                        |
| 2013                        | Ghislain Perrier (ECP)  | Fernando Scavasin (ECP) | Marco Xavier (GNU)                            |
| 2014                        | Ghislain Perrier (ECP)  | Fernando Scavasin (ECP) | Henrique Rochel (ECP)                         |
| 2015                        | Guilherme Toldo (GNU)   | Ghislain Perrier (ECP)  | João Souza (GNU)                              |
| 2016                        | Guilherme Toldo (GNU)   | Julien Baneux (ECP)     | Heitor Shimbo (ECP)                           |
| 2017                        | Henrique Marques (ECP)  | Marco Xavier (GNU)      | Guilherme Toldo (GNU) Julien Baneux (ECP)     |

## Sabre masculino
| Evento                      | Ouro                      | Prata                       | Bronze                                            |
| --------------------------- | ------------------------- | --------------------------- | ------------------------------------------------- |
| Porto Alegre, 1997          | Paulo Teixeira (Macabi)   | Stefano Sibemberg (GNU)     | Jorge Cardoso (SOGIPA)                            |
| Resende, 1998               | Paulo Teixeira (Macabi)   | Stefano Sibemberg (GNU)     | Ivan Agrasso (Macabi)                             |
| 1999                        | Paulo Teixeira (Macabi)   | Stefano Sibemberg (GNU)     | Ivan Agrasso (Macabi)                             |
| 2000                        | Stefano Sibemberg (GNU)   | Carlos Gonçalves (Macabi)   | Renzo Agresta (CAP) Rhaoni Ruckheim (SOGIPA)      |
| 2001                        | Renzo Agresta (CAP)       | Lucas Souza (CAP)           | Ricardo Krause (SOGIPA) Carlos Gonçalves (CMSP)   |
| São Paulo, 2002             | Renzo Agresta (CAP)       | Rhaoni Ruckheim (GNU)       | Ricardo Krause (SOGIPA)                           |
| Porto Alegre, 2003          | Renzo Agresta (CAP)       | Rhaoni Ruckheim (GNU)       | Ricardo Krause (SOGIPA) Adriano Vallim (CAP)      |
| Rio de Janeiro, 2004        | Renzo Agresta (CAP)       | Fábio Sousa (GEEN)          | Rhaoni Ruckheim (GNU) André Brandão (CDE)         |
| 2005                        | Marcos Cardoso (ECP)      | Rhaoni Ruckheim (GNU)       | Luiz Sommer SOGIPA)                               |
| São Bernardo do Campo, 2006 | Marcel Frenkel (APE)      | Rhaoni Ruckheim (GNU)       | Marcos Cardoso (ECP)                              |
| Rio de Janeiro, 2007        | Marcos Cardoso (ECP)      | William Zeytounlian (APE)   | Luiz Sommer (AACV)                                |
| Rio de Janeiro, 2008        | Renzo Agresta (ECP)       | Paulo Teixeira (ECP)        | Luiz Sommer (AACV)                                |
| São Paulo, 2009             | Renzo Agresta (ECP)       | Rodrigo Crespi (ECP)        | Tywilliam Guzenski (SOGIPA)                       |
| Curitiba, 2010              | Renzo Agresta (ECP)       | Tywilliam Guzenski (SOGIPA) | William Zeytounlian (APE)                         |
| Porto Alegre, 2011          | William Zeytounlian (APE) | Tywilliam Guzenski (SOGIPA) | Arthur Chahda (APE)                               |
| Belo Horizonte, 2012        | William Zeytounlian (APE) | Lucas Rapachi (SOGIPA)      | Tywilliam Guzenski (SOGIPA)                       |
| 2013                        | William Zeytounlian (APE) | Tywilliam Guzenski (SOGIPA) | Lucas Rapachi (SOGIPA)                            |
| 2014                        | Renzo Agresta (ECP)       | Enrico Pezzi (SOGIPA)       | William Zeytounlian (APE)                         |
| 2015                        | Renzo Agresta (ECP)       | Tywilliam Guzenski (SOGIPA) | Enrico Pezzi (SOGIPA)                             |
| 2016                        | William Zeytounlian (APE) | Enrico Pezzi (SOGIPA)       | Tywilliam Guzenski (SOGIPA)                       |
| 2017                        | Enrico Pezzi (SOGIPA)     | Enzo Bergamo (CAP)          | William Zeytounlian (APE) Henrique Garrigos (CAP) |

## Espada feminina
| Evento                      | Ouro                       | Prata                   | Bronze                                       |
| --------------------------- | -------------------------- | ----------------------- | -------------------------------------------- |
| Porto Alegre, 1997          | Yvone Papaiano (ECP)       | Ana Pontes (CAP)        | Vanessa Caparroz (CAP)                       |
| Resende, 1998               | Yvone Papaiano (ECP)       | Augusta Amaral (APPES)  | Vanessa Caparroz (CAP)                       |
| 1999                        | Paula Lazzarini (ECP)      | Carolina Moreira (ECP)  | Augusta Amaral (APPES)                       |
| 2000                        | Paula Lazzarini (ECP)      | Carolina Moreira (ECP)  | Augusta Amaral (APPES) Ana Pontes (CAP)      |
| 2001                        | Carolina Moreira (ECP)     | Caroline Ribeiro (GNU)  | Ana Herklotz (CAB) Carolina Santos (ECP)     |
| São Paulo, 2002             | Paula Lazzarini (ECP)      | Ana Herklotz (CAB)      | Ana Pontes (CAP)                             |
| Porto Alegre, 2003          | Ana Pontes (CAP)           | Paula Lazzarini (ECP)   | Ana Herklotz (ECB) Alessandra Torri (CMSP)   |
| Rio de Janeiro, 2004        | Angélica Melo (SME)        | Paula Lazzarini (ECP)   | Alessandra Torri (APE) Carolina Santos (ECP) |
| 2005                        | Paula Lazzarini (ECP)      | Camila Rodrigues (ECP)  | Estelle Santos (ECSJ)                        |
| São Bernardo do Campo, 2006 | Caroline Ribeiro (GNU)     | Alessandra Torri (APE)  | Camila Rodrigues (ECP)                       |
| Rio de Janeiro, 2007        | Clarisse Menezes (CBPM)    | Camila Rodrigues (ECP)  | Paula Lazzarini (ECP)                        |
| Rio de Janeiro, 2008        | Clarisse Menezes (ECSJ)    | Camila Rodrigues (ECP)  | Cleia Guilhon (Galois)                       |
| São Paulo, 2009             | Cleia Guilhon (Galois)     | Amanda Simeão (CMPR)    | Rayssa Costa (Galois)                        |
| Curitiba, 2010              | Clarisse Menezes (CML)     | Yane Marques (CDE)      | Rayssa Costa (Galois)                        |
| Porto Alegre, 2011          | Rayssa Costa (SBME)        | Cleia Guilhon (UNICEUB) | Amanda Simeão (APPES)                        |
| Belo Horizonte, 2012        | Amanda Simeão (THALIA)     | Yane Marques (CDE)      | Cleia Guilhon (CDE)                          |
| 2013                        | Katherine Miller (CML)     | Bianca Dantas (BTC)     | Amanda Simeão (THALIA)                       |
| 2014                        | Clarisse Menezes (CML)     | Amanda Simeão (THALIA)  | Cleia Guilhon (CMB)                          |
| 2015                        | Nathalie Moellhausen (ECP) | Emese Takács (CML)      | Amanda Simeão (THALIA)                       |
| 2016                        | Rayssa Costa (ECP)         | Clarisse Menezes (CML)  | Bianca Dantas (BTC)                          |
| 2017                        | Amanda Simeão (GCC)        | Naira Ferreira (ECP)    | Tabea Alves (AMK) Marcela Silva (BTC)        |

## Florete feminino
| Evento                      | Ouro                          | Prata                         | Bronze                                           |
| --------------------------- | ----------------------------- | ----------------------------- | ------------------------------------------------ |
| Porto Alegre, 1997          | Silvia Rothfeld (GNU)         | Maria Julia Herklotz (Macabi) | Karina Kalil (GNU)                               |
| Resende, 1998               | Silvia Rothfeld (GNU)         | Deise Falci (GNU)             | Karina Kalil (GNU)                               |
| 1999                        | Maria Julia Herklotz (Macabi) | Silvia Rothfeld (GNU)         | Karina Kalil (GNU)                               |
| 2000                        | Karina Kalil (GNU)            | Maria Julia Herklotz (Macabi) | Deise Falci (GNU) Taís Rochel (ECB)              |
| 2001                        | Silvia Rothfeld (GNU)         | Maria Julia Herklotz (CAB)    | Karina Kalil (GNU) Roberta Mansur (SOGIPA)       |
| São Paulo, 2002             | Taís Rochel (ECP)             | Maria Julia Herklotz (CAB)    | Silvia Rothfeld (GNU)                            |
| Porto Alegre, 2003          | Marília Mello (ECP)           | Taís Rochel (ECP)             | Silvia Rothfeld (GNU) Maria Julia Herklotz (ECB) |
| Rio de Janeiro, 2004        | Maria Julia Herklotz (ECP)    | Deise Falci (GNU)             | Marília Mello (ECP) Silvia Rothfeld (GNU)        |
| 2005                        | Taís Rochel (ECP)             | Maria Julia Herklotz (ECP)    | Deise Falci (GNU)                                |
| São Bernardo do Campo, 2006 | Deise Falci (AACV)            | Roberta Mansur (AACV)         | Maria Julia Herklotz (ECP)                       |
| Rio de Janeiro, 2007        | Taís Rochel (ECP)             | Maria Julia Herklotz (ECP)    | Marília Mello (ECP)                              |
| Rio de Janeiro, 2008        | Taís Rochel (ECP)             | Silvia Rothfeld (GNU)         | Marília Mello (ECP)                              |
| São Paulo, 2009             | Taís Rochel (ECP)             | Augusta Oliveira (GNU)        | Ana Beatriz Bulcão (ECP)                         |
| Curitiba, 2010              | Taís Rochel (ECP)             | Silvia Rothfeld (GNU)         | Christine Botros (APPES)                         |
| Porto Alegre, 2011          | Taís Rochel (ECP)             | Ana Beatriz Bulcão (ECP)      | Augusta Oliveira (GNU)                           |
| Belo Horizonte, 2012        | Taís Rochel (ECP)             | Gabriela Cecchini (GNU)       | Christine Botros (ECP)                           |
| 2013                        | Taís Rochel (ECP)             | Gabriela Cecchini (GNU)       | Christine Botros (CC)                            |
| 2014                        | Ana Beatriz Bulcão (ECP)      | Gabriela Cecchini (GNU)       | Taís Rochel (ECP)                                |
| 2015                        | Taís Rochel (ECP)             | Christine Mochko (AMK)        | Ana Beatriz Bulcão (ECP)                         |
| 2016                        | Ana Beatriz Bulcão (ECP)      | Taís Rochel (ECP)             | Gabriela Cecchini (GNU)                          |
| 2017                        | Mariana Pistoia (GNU)         | Ana Beatriz Bulcão (ECP)      | Giovana Bonetti (GNU) Gabriela Cecchini (GNU)    |

## Sabre feminino
| Evento                      | Ouro                   | Prata                    | Bronze                                        |
| --------------------------- | ---------------------- | ------------------------ | --------------------------------------------- |
| 2000                        | Élora Pattaro (Macabi) | Renata de Paula (Macabi) | Deise Falci (GNU) Isabel Garcia (Macabi)      |
| 2001                        |                        |                          |                                               |
| São Paulo, 2002             |                        |                          |                                               |
| Porto Alegre, 2003          |                        |                          |                                               |
| Rio de Janeiro, 2004        |                        |                          |                                               |
| 2005                        | Deise Falci (GNU)      | Denise Fried (APE)       | Silvia Rothfeld (GNU)                         |
| São Bernardo do Campo, 2006 | Deise Falci (AACV)     | Denise Fried (APE)       | Ana Maia (APE)                                |
| Rio de Janeiro, 2007        | Karina Lakerbai (APE)  | Denise Fried (APE)       | Clarissa Osório (GNU)                         |
| Rio de Janeiro, 2008        | Karina Lakerbai (APE)  | Deise Falci (AACV)       | Beatriz Degani (APE)                          |
| São Paulo, 2009             | Karina Lakerbai (APE)  | Deise Falci (AACV)       | Beatriz Almeida (APE)                         |
| Curitiba, 2010              | Karina Lakerbai (APE)  | Élora Pattaro (APE)      | Beatriz Almeida (APE)                         |
| Porto Alegre, 2011          | Karina Lakerbai (APE)  | Élora Pattaro (APE)      | Stephanie Grosche (APE)                       |
| Belo Horizonte, 2012        | Karina Lakerbai (APE)  | Élora Pattaro (APE)      | Marta Baeza (CMIL)                            |
| 2013                        | Karina Lakerbai (APE)  | Élora Pattaro (APE)      | Marta Baeza (CMIL)                            |
| 2014                        | Karina Lakerbai (APE)  | Élora Pattaro (APE)      | Giulia Gasparin (SOGIPA)                      |
| 2015                        | Marta Baeza (CMIL)     | Karina Trois (CAP)       | Karina Lakerbai (APE)                         |
| 2016                        | Karina Lakerbai (APE)  | Giulia Gasparin (SOGIPA) | Karina Trois (CAP)                            |
| 2017                        | Karina Lakerbai (APE)  | Karina Trois (CAP)       | Luana Pekelman (APE) Barbara Zanesco (SOGIPA) |